# 土笋冻

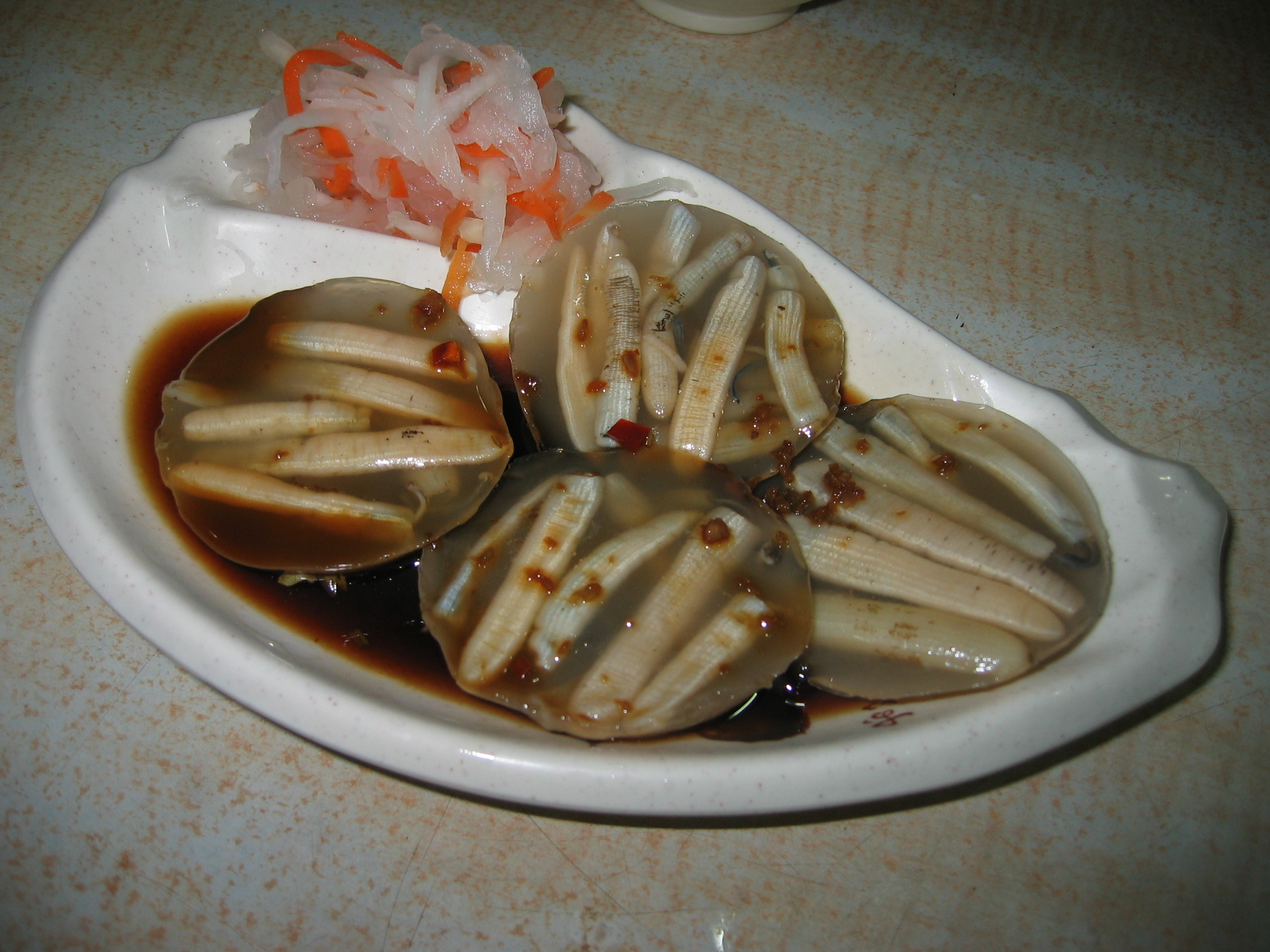
一份土筍凍，常蘸着芥末酱或辣酱或醋等。

土笋冻，是闽南著名海鲜类小吃，起源並盛產於闽南。制作土笋冻的原材料即可口革囊星蟲（學名Phascolosoma esculenta），是無脊椎動物星蟲動物門的一種。

## 传说
- 郑成功一说：传说土笋冻是鄭成功在攻打台湾时，遇到粮草紧缺，他让士兵们到海边挖出土笋煮汤喝。在某次用膳时，端起还未加热而凝固的土笋汤来吃，发现凝结成冻的土笋冻比土笋汤还好吃[1]。
- 戚继光一说：明朝嘉靖年间，戚继光在东南沿海倭寇，因粮食紧缺，便让士兵们捕捉涂滩上的弹涂鱼、螃蟹、贝壳等等作为粮草，而在捕捉时无意间抓到一种海蚯蚓，将其单独煮汤。当戚继光用膳的时候发现这海蚯蚓已经凝结成冻，品尝发觉十分好吃[2]。

## 制作以及食用方式
土笋冻的制作：是将生长在海滨涂滩的土笋挖出并将泥沙清洗干净，然后猛火熬煮两三分钟，接着熬煮好的土笋汤放置在小碗里并静置。使其自然冷却便可凝结成冻。
土笋冻於食用时加入大蒜、醋、酱油等调味。

## 起源产地
历史上最出名的要数廈門、漳州海門、晋江安海的土笋冻，味美甚鲜。土笋冻呈灰白色，晶莹透明，香嫩清脆，富有弹性，和其它调料配食，风味尤佳，是闽南地区一带冬春季节的时令佳肴。由于土笋冻味道鲜美也屡获美名，甚至在近些年晋江沿海污染导致土笋冻的原材料需要从外地进口。

## 土笋冻与国宴
1908年10月底，美國路易斯安娜号等八艘军舰到访厦门七天，清廷委派贝勒爷毓朗、水师提督萨镇冰等一干大员接待。大清帝国在沙坡头演武场搭建宏伟彩楼和堂馆，盛情款待七天。这土笋冻就和鲍翅燕窝一起，上了天朝国宴。
早年筼筜港潮间带，都有土笋。但是老厦门声称，最好的土笋，是可口革囊星虫的一个亚种、只生长在筼筜港到海沧一带滩涂的黑星虫。黑星虫个小、青黑，含胶多而味鲜美。它和安海等地的革囊星虫的区别是，彼地的个大而皮色微黄。
筼筜港南岸的土笋，又以埭头到尾头（现在长青路到禾祥西与市府大道交叉路口）一段为好，因为这一带旧时有晋源等酒厂和很多米粉作坊的肥水流入。
而筼筜港北岸，则是现今市政府大楼前的官任那一带所出者最佳。那里的红树林，树干根须和茂密枝叶挽留了大量腐殖质和膏泥，培养起繁富的生物链，饵食丰美，土笋自然硕大肥嫩。这两处的土笋，据说压洗剖净后，肉条重量会较他处的多出一成。